# Mike Petersen
Michael „Mike” Petersen (ur. 6 maja 1965 w Melbourne) – australijski piłkarz występujący na pozycji pomocnika. Trener piłkarski.

## Kariera klubowa
Petersen karierę rozpoczynał w 1984 roku w zespole Heidelberg United z National Soccer League. W tym samym roku przeszedł do holenderskiej Rody JC Kerkrade. Nie rozegrał tam jednak żadnego spotkania. W 1985 roku został graczem Ajaksu. Przez trzy sezony, w jego barwach w Eredivisie wystąpił jeden raz, 19 kwietnia 1987 w wygranym 3:1 meczu z Fortuną Sittard. W sezonie 1986/1987 wraz z zespołem zdobył mistrzostwo Holandii.
W 1988 roku Petersen wrócił do Australii, gdzie do końca kariery w 1997 roku, grał w South Melbourne. W sezonie 1990/1991 zdobył z nim mistrzostwo NSL, a w sezonach 1989/1990 oraz 1995/1996 – Puchar NSL.

## Kariera reprezentacyjna
W reprezentacji Australii Petersen zadebiutował 26 lutego 1988 w wygranym 3:0 meczu eliminacji Letnich Igrzysk Olimpijskich 1988 z Chińskim Tajpej. W tym samym roku był członkiem reprezentacji na tych igrzyskach, zakończonych przez Australię na ćwierćfinale.
15 maja 1991 w wygranym 2:1 towarzyskim pojedynku z Nową Zelandią strzelił swojego jedynego gola w kadrze.
W latach 1988–1981 w drużynie narodowej rozegrał 31 spotkań i zdobył 1 bramkę.